# Championnat de la Barbade de football 2013
Navigation
Saison précédente Saison suivante
La saison 2013 du Championnat de la Barbade de football est la quarante-sixième édition de la Premier League, le championnat national à la Barbade. Les dix équipes engagées sont regroupées au sein d'une poule unique où elles s'affrontent à deux reprises. En fin de saison, les deux derniers du classement sont relégués et remplacés par les deux meilleures formations de Division 1.
C'est le club de Barbados Defence Force SC qui remporte la compétition cette saison après avoir terminé en tête du classement final, avec huit points d'avance sur Brittons Hill FC et onze sur le tenant du titre, Weymouth Wales FC. Il s’agit du troisième titre de champion de la Barbade de l'histoire du club. La véritable surprise a lieu en queue de classement, puisque Youth Milan, champion en 2011, termine à la dernière place et doit descendre en deuxième division.

## Les clubs participants
- Dayrells Road FC
- Notre Dame SC
- Youth Milan FC
- Pride of Gall Hill FC
- Barbados Defence Force SC
- Paradise Football Club
- Brittons Hill FC
- Cosmos FC - Promu de Division 1
- Weymouth Wales FC
- Saint John's Sonnets - Promu de Division 1

## Compétition
Le barème de points servant à établir le classement se décompose ainsi :
- Victoire : 3 points
- Match nul : 1 point
- Défaite : 0 point

### Classement
| Rang | Équipe                    | Pts | J  | G  | N | P  | Bp | Bc | Diff |
| ---- | ------------------------- | --- | -- | -- | - | -- | -- | -- | ---- |
| 1    | Barbados Defence Force SC | 43  | 18 | 13 | 4 | 1  | 51 | 12 | +39  |
| 2    | Brittons Hill FC          | 35  | 18 | 11 | 2 | 5  | 44 | 21 | +23  |
| 3    | Weymouth Wales FCT        | 32  | 18 | 9  | 5 | 4  | 37 | 19 | +18  |
| 4    | Pride of Gall Hill FC     | 31  | 18 | 8  | 7 | 3  | 40 | 25 | +15  |
| 5    | Notre Dame SC             | 30  | 18 | 9  | 3 | 6  | 33 | 26 | +7   |
| 6    | Paradise Football Club    | 25  | 18 | 7  | 4 | 7  | 20 | 26 | -6   |
| 7    | Cosmos FCP                | 18  | 18 | 5  | 3 | 10 | 23 | 31 | -8   |
| 8    | Dayrells Road FC          | 18  | 18 | 5  | 3 | 10 | 22 | 49 | -27  |
| 9    | Saint John's SonnetsP     | 11  | 18 | 3  | 2 | 13 | 13 | 52 | -39  |
| 10   | Youth Milan FC            | 9   | 18 | 2  | 3 | 13 | 21 | 43 | -22  |

|  | Champion de la Barbade 2013                 |
|  | Relégation en Division 1                    |
|  | T : Tenant du titre P : Promu de Division 1 |

## Bilan de la saison
| Championnat de la Barbade de football 2013      |                                      |
| Champion                                        | Barbados Defence Force SC (3e titre) |
| Coupes et trophées                              |                                      |
| Vainqueur de la Coupe de la Barbade 2013        | Rendezvous FC                        |
| Qualifications continentales                    |                                      |
| CFU Club Championship 2014                      | Aucun                                |
| Promotions et relégations                       |                                      |
| Promus en Championnat de la Barbade de football | Pinelands SC                         |
| Promus en Championnat de la Barbade de football | Silver Sands                         |
| Relégués en Division 1                          | Saint John's Sonnets                 |
| Relégués en Division 1                          | Youth Milan FC                       |